# روبيرتو ديناميتي
روبيرتو ديناميتي (بالبرتغالية: Roberto Dinamite‏) (13 أبريل 1954 - 8 يناير 2023)، هو لاعب كرة قدم برازيلي. لعب مع منتخب البرازيل لكرة القدم. سبق له أن شارك في كأس العالم لكرة القدم مع منتخب بلاده.

## روابط خارجية
- روبيرتو ديناميتي على موقع الاتحاد الأوربي (الإنجليزية)
- روبيرتو ديناميتي على موقع قاعدة بيانات كرة القدم.إي يو (الإنجليزية)
- روبيرتو ديناميتي على موقع ناشيونال فوتبول تيمز (الإنجليزية)
- روبيرتو ديناميتي على موقع عالم كرة القدم.نت (الإنجليزية)
- روبيرتو ديناميتي على موقع أوليمبيديا (الإنجليزية)